# 대한민국의 국제 순위
다음은  대한민국의 각 분야별 국제 순위이다.
| 평가기관                                      | 항목                                               | 순위                                  | 조사 시기    |
| --------------------------------------------- | -------------------------------------------------- | ------------------------------------- | ------------ |
| 프리덤하우스(세계인권단체)                    | 정치인권 및 시민자유                               | 부분적 자유(Partly Free)              | 2011년       |
| 국경 없는 기자회                              | 인터넷 통제                                        | 인터넷 감시 대상국                    | 2010년       |
| Clarkson PLC.                                 | 조선산업 경쟁력                                    | 15개국 중 1위                         | 2008년       |
| 세계은행                                      | 관세행정                                           | 61개국 중 1위                         | 2009년       |
| 옥스퍼드대학교, 오비에도 대학교               | 초고속 인터넷 품질                                 | 66개국 중 1위                         | 2009년       |
| 경제 협력 개발 기구(OECD)                     | 교통사고 사망률                                    | 50개국 중 14위                        | 2018년       |
| 경제 협력 개발 기구(OECD)                     | 결핵사망률                                         | 30개국 중 1위                         | 2005년       |
| 경제 협력 개발 기구(OECD)                     | 제왕절개분만률                                     | 1위                                   | 2005년       |
| 경제 협력 개발 기구(OECD)                     | 10만 명당 자살률                                   | 34개국 중 1위                         | 2010년       |
| 통계청(OECD국가들 중)                         | 10만 명당 자살률                                   | 30개국 중 1위                         | 2007년       |
| 통계청(OECD국가들 중)                         | 선박 건조량                                        | 30개국 중 1위                         | 2009년       |
| 아카마이 테크놀로지스                         | 인터넷 평균 속도                                   | 226개국 중 1위                        | 2010년 1분기 |
| 세계 경제 포럼(WEF)                           | 정보통신 활용도                                    | 138개국 중 1위                        | 2011년       |
| 경제 협력 개발 기구(OECD)                     | 학업성취도(수학, 과학, 문해, 문제해결력), 교육수준 | 30개국 중 2위                         | 2009년       |
| 경제 협력 개발 기구(OECD)                     | 대학 등록금                                        | 36개국 중 2위                         | 2009년       |
| 이코노미스트 인텔리전스 유니트(EIU)           | 인적자원                                           | 66개국 중 2위                         | 2009년       |
| 이코노미스트 인텔리전스 유니트(EIU)           | 정보화지수                                         | 64개국 중 3위                         | 2007년       |
| 세계 경제 포럼(WEF)                           | 고등교육취학률                                     | 134개국 중 3위                        | 2008년       |
| 뉴스위크                                      | 경제 경쟁력                                        | 100개국 중 3위                        | 2010년       |
| 세계 지적 재산권 기구(WIPO)                   | 국제 특허 출원 건수                                | 138개국 중 4위                        | 2007년       |
| 스위스 국제경영개발원(IMD)                    | 연평균 근로시간                                    | 57개국 중 4위                         | 2009년       |
| 세계 경제 포럼(WEF)                           | 광대역 인터넷 가입자수                             | 134개국 중 4위                        | 2008년       |
| E3G                                           | 저탄소 경쟁력지수                                  | 20개국 중 4위                         | 2009년       |
| 통계청(OECD국가들 중)                         | 전자제품 생산                                      | 30개국 중 4위                         | 2009년       |
| 기획재정부                                    | 기술 혁신(OECD와 G20국가들 중)                     | 39개국 중 4위                         | 2008년       |
| 통계청(OECD국가들 중)                         | 자동차 생산량                                      | 30개국 중 5위                         | 2009년       |
| 매릴랜드대학교                                | 사회 규범 엄격한 국가                              | 33개국 중 5위                         | 2011년       |
| LG 경제연구원                                 | 기업의 R&D 비율                                    | 40개국 중 6위                         | 2009년       |
| OECD                                          | 빈곤율                                             | 30개국 중 6위                         | 2009년       |
| UN 경제사회이사회                             | UN 전자정부 준비지수                               | 192개국 중 6위                        | 2008년       |
| 국제에너지기구(IEA)                           | 이산화탄소 배출량                                  | 30개국 중 6위                         | 2007년       |
| 통계청(OECD국가들 중)                         | 인터넷 이용률                                      | 30개국 중 7위                         | 2009년       |
| 유엔 산업개발기구(UNIDO), 산업연구원          | 제조업 경쟁력                                      | 122개국 중 9위                        | 2009년       |
| 세계 경제 포럼(WEF)                           | 네트워크준비지수(NRI)                              | 138개국 중 10위                       | 2011년       |
| 경제 협력 개발 기구(OECD)                     | 어린이 보건, 안전                                  | 30개국 중 10위                        | 2009년       |
| 기획재정부                                    | 인적 자원(OECD와 G20국가들 중)                     | 39개국 중 10위                        | 2011년       |
| 미국CIA 월드팩트북                            | 전력사용량, 원유사용량                             | 237개국 중 10위                       | 2010년       |
| 미국CIA 월드팩트북                            | 인터넷 사용자                                      | 237개국 중 10위                       | 2010년       |
| 세계 경제 포럼(WEF)                           | 기업혁신지수                                       | 133개국 중 11위                       | 2009년       |
| 교육과학기술부                                | SCI논문수                                          | 186개국 중 12위                       | 2008년       |
| 유엔개발계획(UNDP)                            | 인간개발지수(삶의 질)                              | 169개국 중 12위                       | 2010년       |
| 경제 협력 개발 기구(OECD)                     | 어린이 복지                                        | 38개국 중 13위                        | 2009년       |
| 세계투자회사협회                              | 펀드 순자산                                        | 44개국 중 14위                        | 2009년       |
| 기획재정부                                    | 물가(OECD와 G20국가들 중)                          | 39개국 중 14위                        | 2011년       |
| 세계은행                                      | GDP                                                | 186개국 중 15위                       | 2009년       |
| 국제 통화 기금                                | 국내총생산                                         | 227개국 중 15위                       | 2009년       |
| 경제 협력 개발 기구(OECD)                     | 청소년 자살률                                      | 30개국 중 15위                        | 2009년       |
| 과학기술정책연구원                            | 녹색성장                                           | 30개국 중 15위                        | 2009년       |
| 비즈니스위크(유엔개발계획)                    | 빈부격차                                           | 27개국 중 16위                        | 2009년       |
| 이코노미스트 인텔리전스 유니트(EIU)           | IT경쟁력                                           | 66개국 중 16위                        | 2009년       |
| 레가툼 연구소                                 | 기업가 정신 및 혁신                                | 104개국 중 16위                       | 2009년       |
| 기획재정부                                    | 저축률(OECD와 G20국가들 중)                        | 39개국 중 18위                        | 2011년       |
| 세계 경제 포럼(WEF)                           | 국가경쟁력                                         | 133개국 중 19위                       | 2009년       |
| 과학기술정책연구원                            | 공교육 투자                                        | 30개국 중 19위                        | 2009년       |
| 뉴스위크                                      | 정치적 환경                                        | 100개국 중 19위                       | 2010년       |
| 경제 협력 개발 기구(OECD)                     | 모유수유비율                                       | 30개국 중 20위                        | 2009년       |
| 유엔개발계획(UNDP)                            | 남녀 성평등 지수(GII)                              | 138개국 중 20위                       | 2010년       |
| 세계 경제 포럼(WEF)                           | 기업활동 성숙도                                    | 133개국 중 21위                       | 2009년       |
| 세계 경제 포럼(WEF)                           | 금융발달지수                                       | 55개국 중 23위                        | 2009년       |
| 기획재정부                                    | 분배(OECD와 G20국가들 중)                          | 39개국 중 23위                        | 2011년       |
| 뉴스위크                                      | 건강                                               | 100개국 중 23위                       | 2010년       |
| 기획재정부                                    | 형평(OECD와 G20국가들 중)                          | 39개국 중 23위                        | 2011년       |
| 경제 협력 개발 기구(OECD)                     | 영아사망률                                         | 30개국 중 24위                        | 2009년       |
| OECD                                          | 삶에대한 만족도                                    | 30개국 중 24위                        | 2009년       |
| 미국CIA 월드팩트북                            | 휴대전화 회선                                      | 237개국 중 24위                       | 2010년       |
| 스위스 국제경영개발원(IMD)                    | 국가경쟁력지수(삶의 질)                            | 57개국 중 26위                        | 2009년       |
| 레가툼 연구소                                 | 레가툼 번영지수(삶의 질)                           | 104개국 중 26위                       | 2009년       |
| 과학기술정책연구원                            | 노인 부양비                                        | 30개국 중 26위                        | 2009년       |
| 경제인문사회연구회                            | 사회 통합                                          | 30개국 중 26위                        | 2007년       |
| 네이션마스터                                  | 1천명당 성형수술 비율                              | 27위                                  | 2002년       |
| 기획재정부                                    | 삶의 질(OECD와 G20국가들 중)                       | 39개국 중 27위                        | 2011년       |
| OECD                                          | 청년 고용률                                        | 29개국 중 28위                        | 2010년       |
| 이코노미스트 인텔리전스 유니트(EIU)           | IT산업환경                                         | 66개국 중 28위                        | 2009년       |
| 기획재정부                                    | 복지(OECD와 G20국가들 중)                          | 39개국 중 29위                        | 2011년       |
| 비전 오브 휴머니티                            | 세계 평화 지수                                     | 144개국 중 29위                       | 2009년       |
| 과학기술정책연구원                            | 공공 복지 지출                                     | 30개국 중 29위                        | 2009년       |
| 사회발전연구소, 한국방정환재단(OECD국가들 중) | 어린이, 청소년의 삶 만족도                         | 30개국 중 30위                        | 2010년       |
| 기획재정부                                    | 사회 지출(OECD와 G20국가들 중)                     | 39개국 중 31위                        | 2011년       |
| 프레이저 연구소                               | 경제자유지수                                       | 141개국 중 32위                       | 2009년       |
| 경제평화연구소                                | 평화로운 나라                                      | 144개국 중 33위                       | 2009년       |
| 언스트앤영                                    | 세계화 지수                                        | 60개국 중 33위                        | 2010년       |
| 이코노미스트 연구소                           | 삶의 질 지수                                       | 144개국 중 33위                       | 2009년       |
| 헤리티지 재단, 월스트리트 저널                | 경제 자유 지수                                     | 179개국 중 35위                       | 2010년       |
| 세계 경제 포럼(WEF)                           | 상품시장효율성                                     | 133개국 중 36위                       | 2009년       |
| 레가툼 연구소                                 | 안전 및 안보                                       | 104개국 중 36위                       | 2009년       |
| 국제투명성기구                                | 부패지수                                           | 180개국 중 39위                       | 2010년       |
| 인터내셔널 리빙                               | 삶의 질                                            | 194개국 중 42위                       | 2009년       |
| 국제통화기금                                  | 1인당 국민소득                                     | 209개국 중 48위                       | 2009년       |
| 스위스 국제경영개발원(IMD)                    | 외국인 투자                                        | 57개국 중 54위                        | 2009년       |
| 스위스 국제경영개발원(IMD)                    | 노사관계                                           | 57개국 중 56위                        | 2009년       |
| 세계 경제 포럼(WEF)                           | 금융시장성숙도                                     | 133개국 중 58위                       | 2009년       |
| 세계 경제 포럼(WEF)                           | 유선 인터넷 요금                                   | 138개국 중 67위(순위가 낮을수록 비쌈) | 2011년       |
| NEF                                           | 행복지수                                           | 143개국 중 68위                       | 2009년       |
| 국경없는 기자회                               | 세계언론자유지수                                   | 169개국 중 69위                       | 2009년       |
| 레가툼 연구소                                 | 개인적 자유                                        | 104개국 중 70위                       | 2009년       |
| 세계 경제 포럼(WEF)                           | 은행 건전성                                        | 134개국 중 73위                       | 2008년       |
| 자선지원재단                                  | 기부순위                                           | 153개국 중 81위                       | 2010년       |
| 세계 경제 포럼(WEF)                           | 휴대전화 요금                                      | 138개국 중 83위(순위가 낮을수록 비쌈) | 2011년       |
| 세계 경제 포럼(WEF)                           | 노동시장효율성                                     | 133개국 중 84위                       | 2009년       |
| 세계 경제 포럼(WEF)                           | 노사협력                                           | 134개국 중 95위                       | 2008년       |
| 세계 경제 포럼(WEF)                           | 남녀 성격차 지수                                   | 134개국 중 104위                      | 2010년       |
| 세계 경제 포럼(WEF)                           | 행정규제 부담 수준                                 | 138개국 중 107위                      | 2011년       |
| 세계 경제 포럼(WEF)                           | 입법기관 효율성                                    | 138개국 중 131위                      | 2011년       |
| 세계은행                                      | 고용, 해고                                         | 183개국 중 150위                      | 2009년       |
| 미국CIA 월드팩트북                            | 인구증가율                                         | 237개국 중 179위                      | 2010년       |
| 미국CIA 월드팩트북                            | 출산율                                             | 237개국 중 219위                      | 2010년       |

## 도시(지역)
서울
- 세계 국제도시 평가 지수 (7점)
- 인구 밀도 2위
- 가장 비싼 도시 2위

명동
2014년 세계 임대료 비싼 상권 순위 8위 (평균 임대료 m2당 연평균 7942유로(약 88만 2288원)로 전년 대비 17.6% 상승)

## 통신
- 월드 팩트 북: 휴대전화 이용자 수 20위
- OECD: 광대역 인터넷 이용자 수 5위[61]
- Economist Intelligence Unit: e-준비 지수 2008년 70개국 중 15위[62]

## 인구
- 국제 연합: 인구 221개국 중 25위
- 이민자 수 192개국 중 58위
- 인구 밀도 241개국 23위[63]
- 출산율: 223개국 중 218위[64]

## 경제
- 수출: 218개국 중 5위(5737억 달러, 2017년)
- 국제 연합: 인간 개발 지수: 177개국 중 12위(0.877, 2010년)
- GDP 명목 성장률: 215개국 중 91위 (5.1% 성장률)
- 명목 성장률: 179개국 중 13위 (9천5백70억 달러) IMF; $9천6백90억 달러세계 은행; $9천8백10억 달러 월드 팩트북)
- 1인당 명목 성장률 2006년 182개국 중 36위 (1인당 18,392 달러)
- A.T. Kearney/Foreign Policy|Foreign Policy Magazine: 세계화 지수 2006년 62개국중 29위
- 월스트리트 저널: 2006 보관됨 2008-02-01 - 웨이백 머신 경제 자유 지수, 155개국 중 45위
- 이코노미스트: Worldwide Quality-of-life Index, 2005, 111개국 중 30위
- 세계 경제 포럼: 세계 경쟁 지수 2006년-2007년, 125개국 중 24위
- 세계 관광 기구 세계 관광 목록 전 세계 중 35위[65]
- 세계 경제 포럼: 여행·관광 경쟁력 보고서 2008년, 130개국 중 31위[66]

## 교육
- OECD: 학업성취도 국제비교 결과 보고서 2006, 38개국 중 4위 (수학), 38개국 중 1위 (읽기)

## 에너지
- 월드 팩트 북: 석유 소비 2006년, 208개국 중 8위
- 석유 수입: 208개국 중 5위[67]
- 천연가스 수입: 206개국 중 11위[68]

## 환경
- 예일 대학교환경 법률·정책 센터와 콜롬비아 대학교 국제 지구과학 네트워크 센터: 환경 지속 지수, 145개국 중 122위[69]
- 미국 에너지부: 1인당 탄소 배출 목록 2004년, 206개국 중 39위[70]
- 월드 팩트 북: 수자원 174개국 중 83위[71]

## 지리
- 총 영토 순위 227개국 중 107위

## 세계화
- KOF: 세계화 지수 2007년, 122개국 중 38위[72]
- A.T. Kearney/Foreign Policy Magazine: 세계화 지수 2006년, 62개국 중 29위[73]

## 산업
- 조선 2005년, 완성된 선박의 용적 순위 1위
- 세계 자동차 공업 협회 자동차 생산 2007년, 51개국 중 5위[74]

## 군사
- 전략 국제학 연구소: 군사 166개국 중 1위[75]

## 정치
- 국제 투명성 기구: 부패 지수, 163개국 중 42위
- 국경 없는 기자회: 세계 언론 자유 지수, 167개국 중 31위
- 이코노미스트 민주주의 지수 2007년, 167개국 중 32위

## 사회
- 세이브 더 칠드런: 세계 어머니 지수 2006, 110개국 중 16위
- 세계 보건 기구: 자살률 100개국 중 7위(OECD 국가 중 자살률 1위.)[76]

## 기술
- OECD: 광대역 인터넷 사용자 수 2007, OECD 30개국 중 3위[77]
- Brown University Taubman Center for Public Policy 2006: 전자정부 서비스 1위[78][79]

## 교통
- Skytrax 2008:  인천국제공항 모든 공항 중 3위[80]

인천 국제 공항:Skytrax가 발표한 5-stars 공항
- OECD International Traffic Safety Data and Analysis Group: 교통사고 사망률 OECD 30개국 중 2위[81]
- 서울 메트로: 미국 자동차 전문매체 잘롭닉(Jalopnik)이 2012년 11월 7일에 발표한 세계 최고의 지하철 시스템을 갖춘 국가 상위 10개국 중 1위

## 같이 보기
- 대한민국의 경제
- 대한민국의 교육
- 대한민국의 환경
- 대한민국의 군대
- 대한민국의 정치
- 대한민국의 관광
- 대한민국의 문화